# Ignacio Vergara

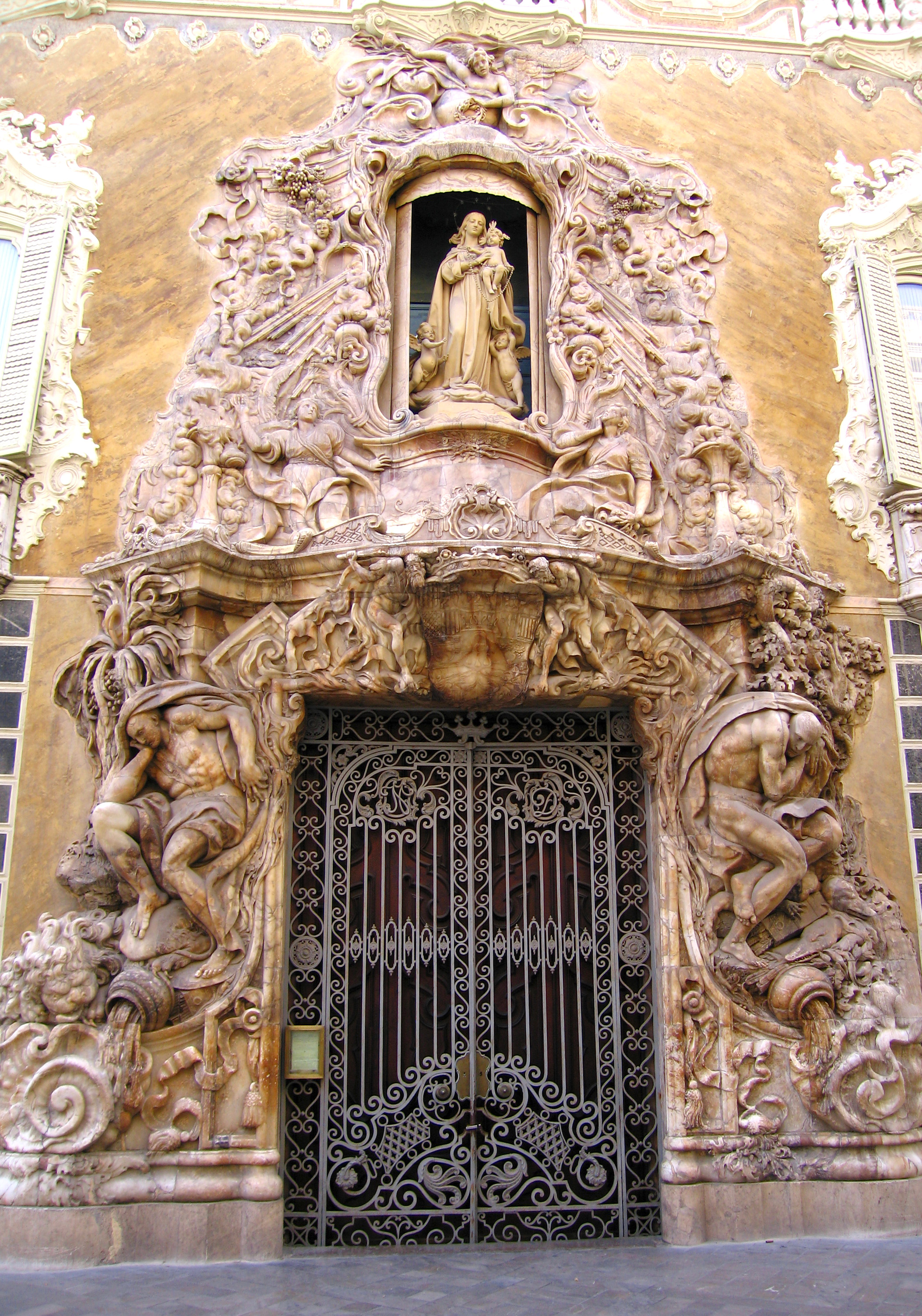
Pórtico do Palácio do Marquês de Duas Águas em Valência (Espanha).

Ignacio Vergara Gimeno (Valência, 1715 - 13 de abril de 1776) foi um escultor espanhol, de estilo tardobarroco.

## Biografia
Realizou a sua aprendizagem na oficina do seu pai, o também escultor Francisco Vergara o velho, junto com seu irmão José Vergara Gimeno, que desenvolveu a sua carreira como pintor. Outras influências na sua formação foram as de Evaristo Muñoz e de Konrad Rudolf.
Foi fundador e diretor geral da Academia de Santa Bárbara, posteriormente Real Academia de São Carlos e Escola das Nobres Artes en Valência; e académico de mérito da Real Academia de Belas Artes de São Fernando (Madrid). 
A sua obra mais importante é o pórtico do Palácio do Marquês de Duas Águas (Valência, 1744), cuja traça arquitetónica é de Hipólito Rovira. Outras, todas elas em pedra, são o grupo escultórico Anjos venerando Maria do pórtico da Catedral de Valência, as imagens da Igreja das Escolas Pias (S. Joaquim, S. José e o Menino Jesus e Santa Ana e a Virgem no Exterior e os Quatro Evangelistas, sobre o altar maior), a imagem de Santo António Abade do pórtico da Igreja de São Martim e a imagem de S. Bruno da capela da Universidade de Valência. Como santeiro em madeira, destacam-se ainda a Virgem de Portacoeli da catedral de Valência, a de S. Pedro de Alcântara no convento de São Pascual de Villarreal e as talhas de S. Jerónimo e S. Francisco adorando o Crucifixo. Em todas se identifica com o barroco final, por vezes classificado como rococó. De data mais tardía é a Alegoria de Carlos III acompanhado da Justiça e da Prudência no Palácio da Justiça de Valência, que mostra um estilo já mais próximo do Neoclassicismo.